# Entalophora proboscina
Entalophora proboscina is een mosdiertjessoort uit de familie van de Entalophoridae.